# Mallocera spinicollis
Mallocera spinicollis är en skalbaggsart som beskrevs av Bates 1872. Mallocera spinicollis ingår i släktet Mallocera och familjen långhorningar.
Artens utbredningsområde är:
- Costa Rica.
- Nicaragua.
- Panama.

Inga underarter finns listade i Catalogue of Life.